# Cetatea Sachsenstein
Cetatea Sachsenstein (în slovacă Šášovský hrad) a fost o incintă fortificată medievală situată deasupra localității Svätý Kríž din Slovacia, distrusă în anul 1677 de curuții lui Imre Thököly.
După victoria imperialilor și Pacea de la Sătmar (1711), aceștia au distrus la rândul lor Cetatea Șinteu, baza militară a curuților, și au colonizat slovaci pe domeniile cetății (vezi comuna Șinteu, Bihor).